# Sawa Mutkurow

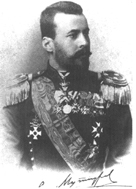
Sawa Mutkurow

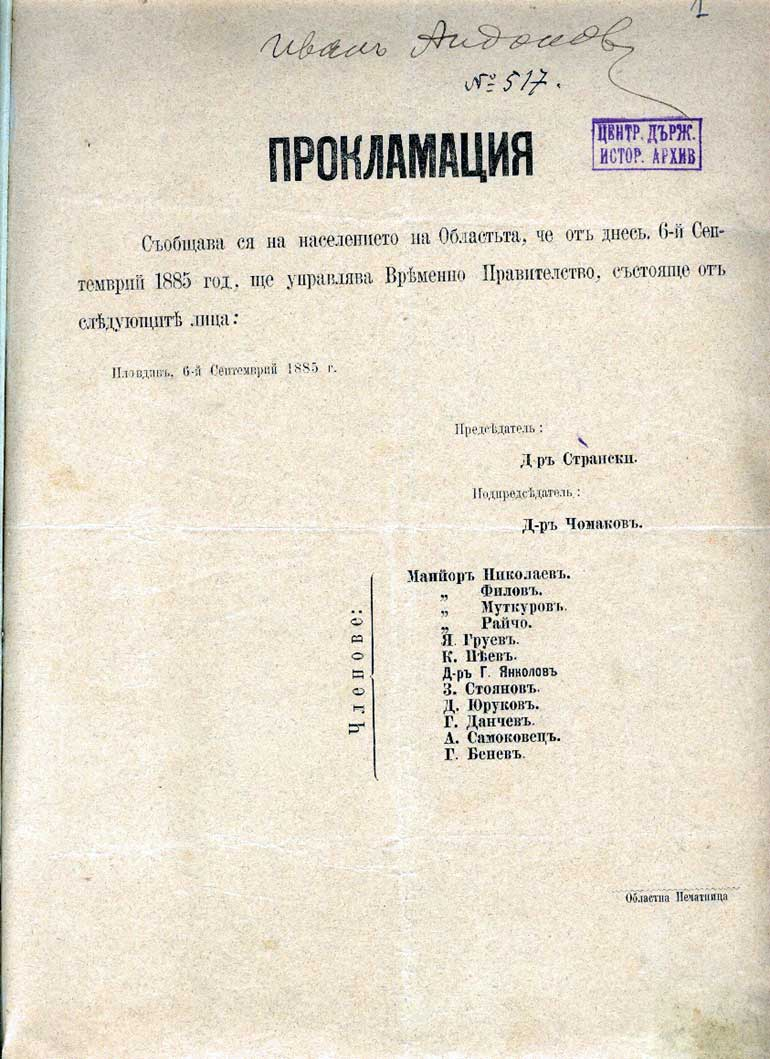
Proklamation zur Einsetzung der Interimsregierung unter Georgi Stranski und die Aufzählung ihre Mitglieder u. a. Sawa Mutkurow

Sawa Atanassow Mutkurow (bulgarisch Сава Атанасов Муткуров; * 4. Dezemberjul. / 16. Dezember 1852greg. in Tarnowo; † 3. Märzjul. / 15. März 1891greg. in Neapel, Italien) war der erste bulgarische General und der erste Träger des bulgarischen Verdienstkreuzes.

## Leben
Mutkurow wurde in Moskau erzogen, trat in Dienst der russischen Armee und nahm 1877 und 1878 am Türkenkrieg als Anführer des 54. Infanterie-Regiments teil. Mutkurow war ein begeisterter Anhänger der bulgarischen Volksliberalen Partei. Er war neben Sachari Stojanow einer der Anführer der Vereinigung von Bulgarien mit Ostrumelien am 6. Septemberjul. / 18. September 1885greg. und Teil der darauf folgenden Interimsregierung unter Georgi Stranski. In dem darauffolgenden Serbisch-Bulgarischen Krieg wurde er zum Oberstleutnant befördert und befehligte das Zentrum und den rechten Flügel der Bulgarischen Armee bei der Schlacht von Pirot.
Mutkurow organisierte zusammen mit Stefan Stambolow den Gegenputsch gegen die nach dem prorussischen Staatsstreich vom 21. August 1886 in Sofia eingesetzte Regierung und wurde vom Fürsten Alexander bei seiner Abdankung neben Stambolow und Petko Karawelow in die Regentschaft berufen. Nach dem Regierungsantritt des Fürsten Ferdinand wurde Mutkurow 1887 Oberst und Kriegsminister in der Regierung von Stefan Stambolow.
Sawa Mutkurow trug mit seiner Einheit entscheidend zum Erfolg des Gegenputsches von 1886 gegen die prorussischen Kräfte bei, was ihm viele politische Widersacher brachte. Hinzu kam die Niederschlagung von mehreren prorussischen Revolten Ende 1886 und Anfang 1887, die von Russland unterstützt wurden. Bei einer weiteren Revolte unter den Offizieren der bulgarischen Armee wurden in Russland auch Personen hingerichtet. Dieses und die politischen Morde an Politiker, die Stambolow nahestanden, veranlassten ihn, nach seiner Zeit als Kriegsminister ins Ausland zu fliehen. Im Februar 1891 trat Mutkurow von seinem Amt zurück und wurde zum General befördert. Mutkurow starb jedoch bereits am 15. März 1891 in Neapel.